# Ortholema
Ortholema là một chi bọ cánh cứng trong họ Chrysomelidae.
Chi này được miêu tả khoa học năm 1943 bởi Heinze.

## Các loài
Chi này gồm các loài:
- Ortholema philippina Medvedev, 1995